# ELTE Társadalomtudományi Kar
Az Eötvös Loránd Tudományegyetem (ELTE) Társadalomtudományi Kara (rövidítve: ELTE TáTK) az egyetem egyik legfiatalabb kara, a 2003-as átszervezéssel jött létre a korábbi (időszakosan rektorközvetlen) Szociológiai Intézet személyi állományára alapozva. A hagyományosan (más egyetemeken is) TTK-nak rövidített Természettudományi Kartól való megkülönböztetés érdekében a szokásos rövidítése ELTE TáTK. Helyileg – az épületen a Természettudományi és az Informatikai Karral osztozva – az ELTE Lágymányosi Campusának Északi Tömbjében található.
A kar Szombathelyen is folytat kihelyezett képzéseket, ahol gazdálkodástudományi szakok oktatása folyik.

## A Kar profilja[2]
Az ELTE TáTK az ország legnagyobb társadalomtudományi képzőhelye. Az intézmény széles körben kínál – a társadalomtudomány részdiszciplínáit átfogó – alap-, mester-, illetve felsőoktatási szakképzéseket, szakirányú továbbképzéseket, továbbá doktori programokat a társadalmi jelenségeket és folyamatokat megérteni és tanulmányozni vágyó hallgatók és fiatal kutatók számára.

## Céljai[3]
- a világot – a társadalom mikro- és makroszintjein – érteni, megváltoztatni, jobbítani kívánó szakembereket képezni a lehető legmagasabb szakmai színvonalon
- a kortárs felsőoktatási trendeknek megfelelően olyan képzési helyként funkcionálni, amely szervesen kapcsolódik az itthoni és nemzetközi akadémiai közösségbe
- támogató, ösztönző légkört biztosítani minden magyar és külföldi hallgatója és kutatója, oktatója számára

## Mottója[2]
"Ha érteni akarod a világot..."

## Kiemelt értékei[4]
- kritikai gondolkodás
- együttműködés
- befogadás – nyitottság
- empátia – társadalmi felelősségvállalás

## Története[5]
A szociológia magyarországi intézményesítésének igénye először 1900-ban és 1901-ben, a Huszadik Század című folyóiratot és a Társadalomtudományi Társaságot alapítók és támogatók körében fogalmazódott meg, de az egyetemi szintű képzésének bevezetése ekkor még az egyetem ellenállásán megbukott. Később is csak rövid időre – 1918–1919-ben, 1942–1945 és 1946–1950 között – sikerült a szociológiát tanszéki, illetve intézeti keretek között a felsőoktatásba bevezetni. Tartósan eredményes egyetemi szintű meghonosítása az ELTE Bölcsészettudományi Karán 1966-ban létrehozott Szociológiai Kutatócsoport működésével kezdődött meg. Az 1966-os kutatócsoporttól számítva, ennek a fejlődési folyamatnak az alapvető szervezettörténeti állomásai a következők voltak:
- 1970: Bölcsészettudományi Kar: Szociológiai Tanszék
- 1989: ELTE Szociológiai-Szociálpolitikai Intézet és Továbbképző Központ
- 2000: ELTE BTK Szociológiai-Szociálpolitikai Intézet és Továbbképző Központ.

A 2000-es évek egyetemi integrációs hulláma az ELTE-t sem hagyta érintetlenül: az egyetem szerkezetátalakitása, a többkarú egyetem létrehozása új stratégiai céllá vált. Az Egyetemi Tanács a 2001. február 12. és 2002. március 4. napján tartott ülésén hozott határozataival kezdeményezte az akkori kormánynál három új egyetemi kar létrehozását és egy karának megszüntetését. A kezdeményezés eredményeképpen – a Magyar Akkreditációs Bizottság és a Felsőoktatási Tudományos Tanács állásfoglalását követően – a Kormány elfogadta a javaslatot, és az ELTE karait megállapító korábbi jogszabályi rendelkezést módosítva létrehozta az Informatikai Kart, a Pedagógiai és Pszichológiai Kart és a Társadalomtudományi Kart, valamint 2003. augusztus 31-ével megszüntette a Tanárképző Főiskolai Kart.
Az új karok 2003. szeptember 1-jén kezdték meg működésüket. A Társadalomtudományi Kar elsősorban a BTK Szociológiai Intézetének alapjain alakult ki, átvett a Bölcsészkartól néhány további tanszéket, és egy tanszéket a Bárczy Gusztáv Gyógypedagógiai Főiskolai Kartól is.

## Szervezet

### A Kar vezetése[6]
| Fejléc szövege                                | Fejléc szövege            |
| --------------------------------------------- | ------------------------- |
| Dékán                                         | Prónai Csaba              |
| Általános és tudományos ügyek dékánhelyettese | Szabari Veronika          |
| Oktatási ügyek dékánhelyettese                | Rácz Andrea               |
| Nemzetközi ügyek dékánhelyettese              | Szűcs-Zágoni Zoltán Gábor |

### A Kar dékánjai
- Rudas Tamás (2003–2009)[7]
- Tausz Katalin (2009–2015)[8]
- Juhász Gábor (2015–2022)[9]
- Prónai Csaba (2022–)[10]

### Intézetek[11]
| Intézet                                      | Tanszék |
| -------------------------------------------- | --- |
| Empírikus Tanulmányok Intézete               | Statisztika Tanszék Társadalomkutatások Módszertana Tanszék                                                                |
| Közgazdaságtudományi Intézet                 | Közgazdaságtudományi Tanszék Savaria Gazdálkodástudományi Tanszék Üzleti Kommunikáció és Marketing Tanszék                 |
| Politikai és Nemzetközi Tanulmányok Intézete | Emberi Jogi és Politikatudományi Tanszék Globális és Fejlődéstanulmányok Tanszék Nemzetközi és Európai Tanulmányok Tanszék |
| Szociális Tanulmányok Intézete               | Szociális Munka Tanszék Szociálpolitika Tanszék                                                                            |
| Szociológia Intézet                          | Összehasonlító Történeti Szociológia Tanszék Szociológia Tanszék Társadalomelmélet Tanszék                                 |
| Társadalmi Kapcsolatok Intézete              | Kisebbségszociológia Tanszék Kulturális Antropológia Tanszék Szociálpszichológia Tanszék                                   |

## Képzések[12]

### Alapszakok[13]
- Gazdálkodási és menedzsment (Szombathely)
- Kereskedelem és marketing (Szombathely)
- Nemzetközi tanulmányok
- Pénzügy és számvitel (Szombathely)
- Szociális munka
- Szociológia
- Turizmus és vendéglátás (Szombathely)

#### Angol nyelvű alapszakok
- Applied Economics
- International Relations
- Sociology

### Felsőoktatási szakképzések[13]
- Gazdálkodási és menedzsment (Szombathely)
- Kereskedelem és marketing (Szombathely)

### Mesterszakok[13]
- Humánökológia
- Kisebbségpolitika
- Közösségi és civil tanulmányok
- Kulturális antropológia
- Nemzetközi tanulmányok
- Survey statisztika és adatanalitika
- Szociális munka
- Szociálpedagógia
- Szociálpolitika
- Szociológia
- Vállalkozásfejlesztés

#### Angol nyelvű mesterszakok[14]
- Community and Civil Development Studies
- Cultural Anthropology
- Ethnic and Minority Policy
- Health Policy Planning and Financing
- International Relations
- Social Policy
- Survey Statistics and Data Analytics

### Szakirányú továbbképzések[15]
- Irodalom- és művészetterápia a szociális munkában
- Közösségi pszichiátriai rehabilitáció
- Nemzetközi emberi jogok
- Szociális minőség-menedzser
- Szociális munka szupervíziója

### Doktori (PhD) képzések[16]
- Interdiszciplináris társadalomkutatások
- Szociológia
- Társadalom- és szociálpolitika

#### Angol nyelvű doktori képzések
- Interdisciplinary Social Research
- International Studies
- Sociology

## Kutatóközpontok[17]
- Digitális Szociológia Kutatóközpont
- Kommunikáció- és Médiaszociológiai Kutatóközpont
- MTA–SZTE–ELTE Globalizációtörténeti Kutatócsoport
- Research Centre for Computational Social Science
- Oktatás- és Ifjúságkutató Központ
- New Vision Research Group
- Peripato Társadalmi Dinamika Kutatóközpont
- Prozopográfiai és Családtörténeti Kutatócsoport
- Társadalmi Traumák Kutatócsoport
- Társadalmi Változások Kutatóközpont
- Tudománykutató Központ

## Kutatási projektek[18]
A Karon számos nagyobb volumenű kutatási projekt folyik.

## Ismertebb kutatók, oktatók
| Angelusz Róbert † • Csákó Mihály † • Cseh-Szombathy László † • Huszár Tibor † • Jávor István † • Lakatos László † • Némedi Dénes † • Pete Péter † |
| --- |

| A. Gergely András • Csepeli György • Ferge Zsuzsa • Fiáth Titanilla • Gyáni Gábor • Halmai Gábor • Juhász Gábor • Keller Márkus • Papp Richárd • Prónai Csaba • Rudas Tamás • Sik Endre • Szűcs Zoltán Gábor • Tausz Katalin |
| --- |

## Ismertebb hallgatók
- Donáth Anna, politikus
- Gelencsér Ferenc, politikus
- Jeneiné Rubovszky Csilla, politikus (2017)
- Mérő Csaba, gojátékos (2007)
- Rónai Sándor, politikus
- Sallai Dénes Bálint, énekes
- Szávay István, politikus (2010)
- Szerbhorváth György, író (PhD., 2023)
- Szombati Kristóf, szociológus (2006)